# Secuieni, Harghita
Secuieni (maghiară Újszékely) este satul de reședință al comunei cu același nume din județul Harghita, Transilvania, România. Se află în partea de sud-vest a județului.

## Așezare
Localitatea Secuieni este situată în partea sud-vestică a județului Harghita la limita cu județul Mureș, pe malul râului Tânava Mare, pe DN13C Vânători - Secuieni - Cristuru Secuiesc.

## Scurt istoric
Săpăturile arheologice făcute de-a lungul vremii pe teritoriul satului aduc dovezi materiale ale unor locuiri încă din cele mai vechi timpuri astfel, pe terasa dintre pâraiele Szilas și Gyulai, s-au descoperit fragmente ceramice, așchii de piatră și fusoială fragmentară, unele aparținând neoliticului timpuriu (culturilor Coțofeni și Criș) iar cele mai multe neoliticului târziu.
În apropierea drumului ce leagă satul Vânători de Secuieni s-au descoperit fragmente ceramice preistorice din epoca bronzului, cultura Wietenberg și fragmente de ceramică neagră cu caneluri din prima epocă a fierului.
În locul numit "Császlod" s-au găsit fragmente ceramice preistorice și din evul mediu, fragmente aparținând culturii Coțofeni, o toartă din epoca bronzului și fragmente ceramice aparținând evului mediu dezvoltat și epoca arpediană. Pe teritoriul satului s-a mai descoperit o monedă de bronz din epoca imperiala romană.
Prima atestare documentară datează din anul 1448.
În prima parte a secolului al XVII-lea în localitate a funcționat o  școală (Crstoph Deak Skhola Mester) iar în anul 1639 biserica unitarienilor a fost ocupată de reformați (Periegheza Benkő Elek-1989). Actuala biserică reformată a fost construită în anul 1847.
Începând cu anul 1876 localitatea Secuieni a aparținut Scaunului Odorhei, apartenență care a încetat în anul 1920, odată cu semnarea Tratatului de la Trianon ce prevedea stabilirea frontierelor Ungariei cu vecinii săi, în urma destrămării statului imperial multinațional, Austro-Ungaria.

## Economie
Economia localității este una predominant agricolă, bazată pe cultura plantelor și creșterea animalelor.

## Atracții turistice
- Biserica unitariană din Secuieni (monument istoric)
- Biserica Reformată construită în anul 1847

### Obiectiv memorial
- Groapa comună a Eroilor Români din cel De-al Doilea Război Mondial este amplasată în vecinătatea Bisericii Reformate-Calvine din comuna Secuieni și este locul în care sunt înhumați 2 ostași români necunoscuți, căzuți în Al Doilea Război Mondial. Locul înhumării este marcat printr-un însemn de căpătâi din beton pe care se află înscris textul: „Aici odihnesc doi ostași români căzuți în război“.